# Marian Dora
Marian Dora (* um 1970) ist ein deutscher Regisseur, Drehbuchautor und Filmproduzent.

## Leben
Dora war Mitarbeiter von Ulli Lommel. Er ist Drehbuchautor und Regisseur der umstrittenen Exploitationfilme Cannibal (2006) und Melancholie der Engel (2009). Unter dem Namen M.D. Botulino war er auch als Kameramann oder Produzent tätig.
Bis zu seinem Langfilm-Regiedebüt drehte er mehrere Kurzfilme, von denen einige innerhalb der Anthologie Blue Snuff veröffentlicht wurden. Der zweite Teil dieser nur auf VHS erschienenen Kurzfilmsammlung ist, obwohl Trailer sowie Datenbankeneinträge darüber existieren, bis dato in seiner Gänze unveröffentlicht. 2005 drehte er im Auftrag des deutschen Regisseurs Ulli Lommel den Film Cannibal – Aus dem Tagebuch des Kannibalen, ein Film über den Fall des Armin Meiwes. Aufgrund der schonungslosen Darstellung der Ereignisse sah Ulli Lommel jedoch von einer Veröffentlichung für den amerikanischen Heimkinomarkt ab und gab den Film an Dora zurück. Mit Diary of a Cannibal drehte Lommel schlussendlich eine weniger explizite Version des Filmstoffs, in welcher Marian Dora als Second Unit Regisseur mitwirkte.
Nach den beiden folgenden Filmen Melancholie der Engel sowie Reise nach Agatis wirkte Dora 2013 bei The Profane Exhibit mit, einer Anthologie, zu welcher unter anderem Regisseure wie Ruggero Deodato, Ryan Nicholson oder Sergio Stivaletti Filme beisteuern sollten, die von einer Rahmenhandlung zusammengehalten werden. Doras Episode Mors in Tabula wurde nach einigen Vorabvorführungen auf internationalen Festivals zurückgezogen und durch einen gleichnamigen, neu gedrehten Kurzfilm mit ähnlicher Schauspielbesetzung ersetzt. Beide Filme handelten grundlegend von Patienten, die während einer Operation verstarben. Der Titel Mors in Tabula ist entsprechend der in der Medizin verwendete, lateinische Ausdruck für „Tod auf dem Operationstisch“.
Mit einem Remake zum französischen Film I Love Snuff war 2014 Doras nächster Spielfilm geplant, der aufgrund interner Probleme mit den Darstellern nicht gedreht wurde. Stattdessen filmte und veröffentlichte er noch im selben Jahr den Film Carcinoma.
In den Jahren 2017 und 2018 widmete er sich seinem ersten so genannten Double Feature, bestehend aus den Filmen Pesthauch der Menschlichkeit (Blight of Humanity), sowie Das Verlangen der Maria D. (The Yearning of Maria D.). Die beiden Filme spielen, obgleich aus zwei verschiedenen Handlungen bestehend, im selben Moment. So sind die jeweiligen Hauptdarsteller auch jeweils kurz im anderen Film zu sehen. Während Pesthauch der Menschlichkeit ausschließlich draußen in der Natur spielt, findet die Haupthandlung von Das Verlangen der Maria D. ausnahmslos in einem Haus statt. Laut eigenen Aussagen wollte Dora herausfinden, ob er kontrollierbare Drehs im Inneren eines Hauses, oder den Umständen geschuldete Improvisationen in der Natur als Regisseur lieber mag. Beide Filme wurden im September 2021 auf dem BUT Filmfestival in Breda uraufgeführt.
Mit den Schauspielern Thomas Goersch und Marco Klammer, die beide schon in Filmen von ihm mitgewirkt haben, drehte er 2022 den Film Thomas und Marco. Diese spielen in dem Film sich selbst, während Dora ihnen über den Großteil der Laufzeit mit seiner Kamera folgt und ihre teils privaten Gespräche aufzeichnet. Der Film feierte 2022 auf dem Weekend of Fear in Erlangen seine Weltpremiere.

## Produzent
- 2004: Zombie Nation (Ausführender Produzent)
- 2005: B.T.K. Killer (Ausführender Produzent)
- 2005: Green River Killer (Ausführender Produzent)
- 2006: Cannibal – Aus dem Tagebuch des Kannibalen (Produzent) (als M.D. Botulino)

## Regisseur
- 2001: Blue Snuff (Necro Blue, internationaler Titel)
- 2003: Debris Documentar
- 2006: Cannibal – Aus dem Tagebuch des Kannibalen
- 2009: Melancholie der Engel
- 2010: Reise nach Agatis
- 2013: The Profane Exhibit (Episode Mors in Tabula)
- 2014: Carcinoma (als Art Doran)
- 2018: Das Verlangen der Maria D.
- 2018: Pesthauch der Menschlichkeit
- 2022: Thomas und Marco

Kurzfilme:
- Agonie (199?)
- Der Puppenschänder (199?)
- Proud Off (199?)
- An einem Morgen im Frühling (199?)
- Blue Snuff (199?)
- Silencio Dei Morti (199?)
- Opus Hominis 1 (199?)
- Opus Hominis 2 (199?)
- Subcimitero (199?)
- Christian B. (1996)
- Es geschah in Gotha (1997)
- Science (1998)
- Subcimitero 2 – Guanajuato (1999)
- Sommerliebelei (200?)
- Erotic Fulfillment (200?)
- Erotic Fantasy (200?)
- Carnophage (2000)
- Vita Minima (2000)
- Die Toten von San Angelo (2001)
- Journey Into Perversion (2001)
- Provokation (2002)
- Cadavericon (2002)
- Caribbean Sunrise (2002)
- Der Puppenschänder 2 (2004)
- The Devil’s Torturer (2004) (als Marian D. Botulino)
- Polydipsia (2004)
- Chase Vault (20??)
- Sad Impression (2004)
- Sane Impression 1 (2005)
- Sane Impression 2 (2005)
- Hommage an Peter Martell (200?)
- Morbid Montage (201?)
- In Memoriam Carl Andersen (2012)
- Reflektionen über das Wesentliche (2016)
- Eine Produktion fand nicht statt (Dokumentation/Interview, 2019)
- Ten Years Later (Dokumentation/Interview, 2024)

## Filme über Marian Dora
- 2017: Revisiting Melancholie der Engel[3]
- 2020: Shooting underground (Der Film thematisiert die Dreharbeiten zu Das Verlangen der Maria D.)
- 2020: Tribut der Unmenschlichkeit (Der Film thematisiert die Dreharbeiten zu Pesthauch der Menschlichkeit)
- 2022: Warum läuft Herr W. Amok? (Der Film thematisiert unter anderem die Dreharbeiten zu Pesthauch der Menschlichkeit und Tribut der Unmenschlichkeit)